# فرانك باودن
فرانك فيليب باودن (بالإنجليزية: Frank Philip Bowden)‏ ـ (2 مايو 1903 ـ 3 سبتمبر 1968) فيزيائي أسترالي.

## التعليم
حصل على درجة البكالوريوس في العلوم من جامعة تسمانيا بأستراليا سنة 1925، ثم حصل على درجة الماجستير في العلوم من نفس الجامعة سنة 1927، وبعدها حصل على درجة الدكتوراه في العلوم (بالإنجليزية: DSc)‏ أثناء دراسته بجامعة كامبردج بإنجلترا، وكان قبلها قد حصل على درجة الدكتوراه في فلسفة العلوم (بالإنجليزية: PhD)‏ من كامبردج سنة 1929.

## عمله العلمي
عمل باودن محاضراً في الكيمياء الطبيعية بجامعة كامبردج بين عامي 1931 و1939، قبل أن يعود إلى أستراليا ليعمل بمنظمة الأبحاث العلمية والصناعية لدول الكومنولث (بالإنجليزية: Commonwealth Scientific and Industrial Research Organisation)‏، ثم عاد مرة أخرى إلى بريطانيا سنة 1946 مدرساً للكيمياء الطبيعية. وفي سنة 1957 صار مدرساً للفيزياء بجامعة كامبردج، ثم أستاذاً لفيزياء السطوح سنة 1966.

## الجوائز والتكريمات
في سنة 1955 منح باودن ميدالية إليوت كريسون (بالإنجليزية: Elliott Cresson Medal)‏ من معهد فرانكلين، وفي سنة 1956 كُرِّم باودن بوسام الإمبراطورية البريطانية من رتبة قائد، وفي نفس العام حصل على وسام رمفورد من الجمعية الملكية «تقديراً لأعماله القيمة عن طبيعة الاحتكاك».

## وفاته
توفي باودن في 3 سبتمبر 1968.